# Rain, Straubing-Bogen
Rain là một đô thị trong huyện Straubing-Bogen bang Bayern, Đức.